# Culex flochi
Culex flochi är en tvåvingeart som beskrevs av Duret 1969. Culex flochi ingår i släktet Culex och familjen stickmyggor. Inga underarter finns listade i Catalogue of Life.